# Maciej Adamkiewicz
Maciej Marian Adamkiewicz (* 1966) ist ein polnischer Unternehmer. Er leitet als Vorstandsvorsitzender die von ihm geformte Grupa Adamed und gehört – mit seiner Frau Małgorzata Adamkiewicz – zu den reichsten Polen. Das Vermögen des Ehepaars wurde in der jährlich aktualisierten Reichen-Liste der polnischen Ausgabe der Zeitschrift Forbes im Jahr 2013 auf rund 275 Millionen Euro geschätzt, womit das Paar den 17. Platz dieser Liste belegte.

## Leben
Der Sohn von Marian Adamkiewicz ist promovierter Arzt und studierte an der Warschauer Medizinischen Universität. 1986 gab er die Arbeit als praktizierender Arzt auf, um in dem Unternehmen seines Vaters, der Adamed Sp. z o.o. zu arbeiten. Im Jahr 2000 übernahm er die Geschäftsleitung und formte in den Folgejahren eine bedeutende polnische Pharmagruppe aus dem Unternehmen.
Adamkiewicz ist Mediziner mit Spezialisierung Chirurgie. Er ist Mitglied der International Urogynecological Association sowie der Polnischen Gesellschaft für Meno- und Andropause (Polskiego Towarzystwa Meno i Andropauzy). Er nimmt regelmäßig als Redner an nationalen und internationalen medizinischen Konferenzen teil und veröffentlicht in nationalen und internationalen medizinischen Fachzeitschriften (z. B. im International Uroginecology Journal). Adamkiewicz ist Hobbysegler.
In Serock errichtete der Unternehmer mit seiner Frau das Viersterne-Hotel „Narvil“. In dem in der Natur nahe der Narew gelegenen Tagungs- und Spa-Hotel stehen 332 Zimmer, 32 Konferenzräume (ein 1650 Quadratmeter großer Raum fasst 1000 Teilnehmer), eine Bowlinganlage und Restaurants zur Verfügung.